# Communauté de communes Ribeyre, Chaliergue et Margeride
La communauté de communes Ribeyre, Chaliergue et Margeride est une ancienne communauté de communes française, située dans le département de la Haute-Loire en région Auvergne-Rhône-Alpes.

## Historique
Elle est créée le 1er janvier 1994.
Le schéma départemental de coopération intercommunale,, approuvé le 4 mars 2016 par la commission départementale de coopération intercommunale de la Haute-Loire, prévoit la fusion, le 1er janvier 2017, de la communauté de communes Ribeyre, Chaliergue et Margeride avec les communautés de communes du Langeadois, du Pays de Paulhaguet et du Pays de Saugues ainsi que les communes de Berbezit et Varennes-Saint-Honorat.
Le 1er janvier 2017, la communauté de communes Ribeyre, Chaliergue et Margeride fusionne au sein de la communauté de communes des Rives du Haut Allier.

## Territoire communautaire

### Composition
La communauté de communes était composée des communes suivantes :
| Nom                     | Code Insee | Gentilé         | Superficie (km2) | Population (dernière pop. légale) | Densité (hab./km2) |
| ----------------------- | ---------- | --------------- | ---------------- | --------------------------------- | ------------------ |
| Lavoûte-Chilhac (siège) | 43118      | Lavoutois       | 3,61             | 276 (2014)                        | 76                 |
| Ally                    | 43006      | Allyçois        | 31,13            | 144 (2014)                        | 4,6                |
| Arlet                   | 43009      |                 | 5,78             | 25 (2014)                         | 4,3                |
| Aubazat                 | 43011      |                 | 16,38            | 171 (2014)                        | 10                 |
| Blassac                 | 43031      | Blassadiers     | 12,56            | 145 (2014)                        | 12                 |
| Cerzat                  | 43044      |                 | 10,41            | 204 (2014)                        | 20                 |
| Chastel                 | 43065      | Chastelous      | 27,69            | 133 (2014)                        | 4,8                |
| Chilhac                 | 43070      | Chilhacois      | 4,11             | 199 (2014)                        | 48                 |
| Cronce                  | 43082      |                 | 16,15            | 88 (2014)                         | 5,4                |
| Ferrussac               | 43094      | Ferrussacois    | 17,08            | 82 (2014)                         | 4,8                |
| Mercœur                 | 43133      |                 | 27,51            | 140 (2014)                        | 5,1                |
| Saint-Austremoine       | 43169      |                 | 11,55            | 44 (2014)                         | 3,8                |
| Saint-Cirgues           | 43175      |                 | 13,62            | 152 (2014)                        | 11                 |
| Saint-Ilpize            | 43195      | Saint-Ilpiziens | 11,81            | 192 (2014)                        | 16                 |
| Saint-Privat-du-Dragon  | 43222      |                 | 21,66            | 158 (2014)                        | 7,3                |
| Villeneuve-d'Allier     | 43264      |                 | 14,31            | 304 (2014)                        | 21                 |

### Démographie
| 1968  | 1975  | 1982  | 1990  | 1999  | 2008  | 2013  |
| ----- | ----- | ----- | ----- | ----- | ----- | ----- |
| 3 591 | 3 082 | 2 973 | 2 764 | 2 627 | 2 556 | 2 488 |

## Administration

### Siège
Le siège de la communauté de communes est situé à Lavoûte-Chilhac.

### Présidence
Son président est Jean-Pierre Vigier (père).